# فيدال سانتياغو دياز
فيدال سانتياغو دياز (بالإنجليزية: Vidal Santiago Díaz)‏ هو سياسي أمريكي، ولد في 1 فبراير 1910 في الولايات المتحدة، وتوفي في مارس 1982 في بايامون في الولايات المتحدة. حزبياً، نشط في الحزب الوطني البورتوريكي ‏.